# LS電線
LS電線株式会社（エルエスでんせん、英文社名：LS Cable & System, Ltd.）は、韓国の電線メーカー。京畿道安養市に本社を置き、LGグループから独立したLSグループの中心となる企業で、世界第3位の電線メーカーである。

## 主力製品・事業
- 電力ケーブル
- 光通信ケーブル
- 電線素材コイル
- 通信線製品

## 主要事業所
- 本社 - 京畿道安養市東安区虎溪洞1026-6 LSタワー12-17F
- 安養事業場 - 京畿道安養市東安区虎溪洞 555番地
- 亀尾事業場 - 慶尚北道亀尾市工团洞190番地
- 仁洞事業場 - 慶尚北道亀尾市真坪洞643番地

## 沿革
- 1962年 - 韓国ケーブル工業株式会社として設立
- 1967年 - 日立電線と技術提携契約する。
- 1969年 - 金星電線株式会社を設立
- 1995年 - LG電線株式会社として商号変更
- 2003年 - LGグループからLG電線グループとして分離独立
- 2005年 - LS電線に商号変更し、LSグループとしてグループ再編
- 2008年 - アメリカ合衆国のスーペリア・エセックス（英語版）を買収

## 主要関係会社
独占に対する規制から、2005年にLGグループは石油化学やコンビニエンスストアなどの部門をGSグループとして、LG電線グループなどの部門をLSグループとして分離した。「LS」とは"Leading Solution"の略とされるが、具会長は「系列分離以降、新たに出発する意味で名前を変えた」とし、「LGと根っこが同じで、LGの伝統と長所を継承するとの点で“L”の字を残した」としている。

### 国内グループ企業
- GAON電線
- スーペリア・エセックス